# Óscar Cristi
Óscar Cristi Gallo (ur. 29 czerwca 1916 w Valparaíso, zm. 25 marca 1965 w Santiago) – chilijski jeździec sportowy. Dwukrotny medalista olimpijski z Helsinek.
Sukcesy odnosił w skokach przez przeszkody. Zawody w 1952 były jego jedynymi igrzyskami olimpijskimi – zdobył dwa srebrne medale (był pierwszym Chilijczykiem, który zdobył dwa medale olimpijskie), zajmując drugie miejsce zarówno w konkursie indywidualnym jak i drużynowym. Startował na koniu Bambi, a chilijską drużynę poza nim tworzyli César Mendoza i Ricardo Echeverría. W drużynie sięgnął po brązowe medale igrzysk panamerykańskich (1955 i 1959).